# Millettieae
Millettieae es una tribu de plantas  perteneciente a la subfamilia Faboideae dentro de la familia Fabaceae. Tiene unas 900 a 920 especies que se encuentran en el trópico y subtrópico de todo el mundo. Solo Callerya ha llegado a las regiones templadas de China y Wisteria también se produce en las regiones templadas del este de Asia y América del Norte. Algunas de las especies y variedades son de uso ornamental.

## Descripción
Son en su mayoría plantas leñosas como arbustos, raramente árboles o enredaderas. Solo el género Tephrosia contiene hierbas perennes. Las hojas están hechas de un asa acolchada y una hoja de cuchilla generalmente imparipinnada. Las hojas del raquis son  más de cinco a 15 (tres a aproximadamente cuarenta) foliolos generalmente en pares opuestos, a menudo son alternos, a veces reducida a un prospecto. Las inflorescencias se organizan de manera muy diferente. Las son hermafroditas zigomorfas y  con un doble perianto. Los cinco sépalos están fusionados y se recorta  al final con cuatro o cinco dientes del cáliz. La corola tiene la estructura típica de la familia Fabaceae.  Las semillas tienen diferentes formas y son duras o leñosas.

## Géneros
- Afgekia - Aganope - Antheroporum - Apurimacia - Austrosteenisia - Behaimia - Bergeronia - Burkilliodendron - Callerya - Chadsia - Craibia - Craspedolobium - Cyclolobium - Dahlstedtia - Dalbergiella - Deguelia - Derris - Dewevrea - Disynstemon - Endosamara - Fordia - Hesperothamnus - Kunstleria - Leptoderris - Lonchocarpus - Margaritolobium - Millettia - Mundulea - Ostryocarpus - Paraderris - Philenoptera - Piscidia - Platycyamus - Platysepalum - Poecilanthe - Pongamia - Pongamiopsis - Ptycholobium - Pyranthus - Requienia - Sarcodum - Schefflerodendron - Sylvichadsia - Tephrosia - Wisteria - Xeroderris